# Alien Front Online

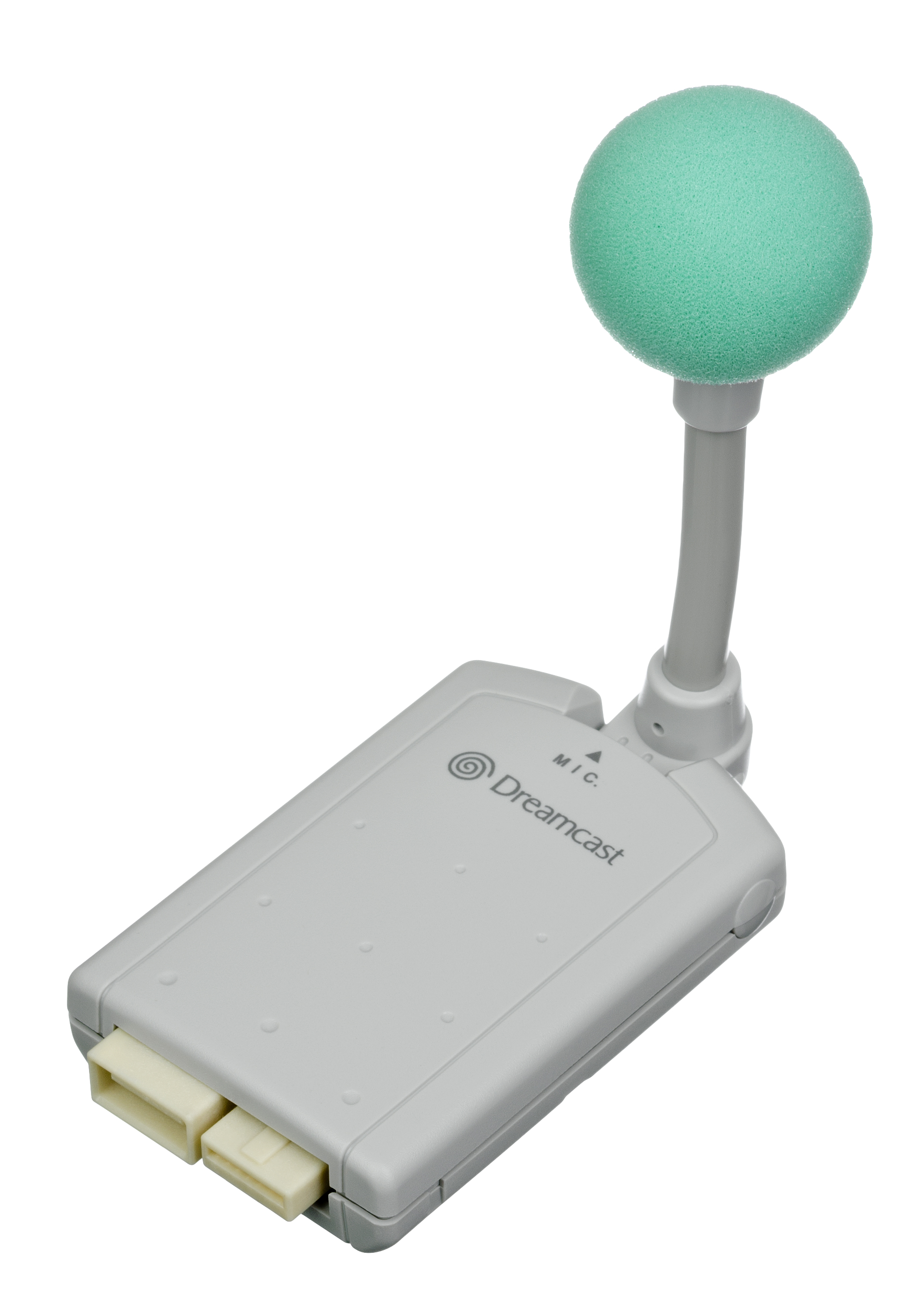
Um acessório oficial de microfone para o console de videogame Sega Dreamcast. Usado por apenas alguns jogos como Seaman e Alienfront Online, ele se conecta ao slot de acessórios do controlador Dreamcast.

Alien Front Online é um jogo eletrônico de combate de veículos desenvolvido pela WOW Entertainment e publicado pela Sega em 2001 para arcades e Dreamcast, uma versão offline do jogo foi vendida junto com omicrofone do Dreamcast.